# 925
925（九百二十五、九二五、きゅうひゃくにじゅうご）は、自然数また整数において、924の次で926の前の数である。

## 性質
- 925は合成数であり、約数は1, 5, 25, 37, 185, 925である。
  - 約数の和は1178。
- 21番目の中心つき四角数である。1つ前は841、次は1013。

## その他 925 に関連すること
- 西暦925年
- 紀元前925年
- 925 (アルバム) - ZORNによるミニアルバム。
- ステッドラー 925 - ステッドラーの製図用シャープペンシルシリーズ。
- スターリングシルバーにおける銀の含有率（単位はパーミル）。